# فرودگاه انگلینگ دریاچه/واپکا
فرودگاه انگلینگ دریاچه/واپکا (به انگلیسی: Angling Lake/Wapekeka Airport) یک فرودگاه همگانی با کد یاتا YAX است که یک باند فرود شن دارد و طول باند آن ۱۱۰۰ متر است. این فرودگاه در کشور کانادا قرار دارد و در ارتفاع ۲۱۷ متری از سطح دریا واقع شده است.